# Tempel von Philae

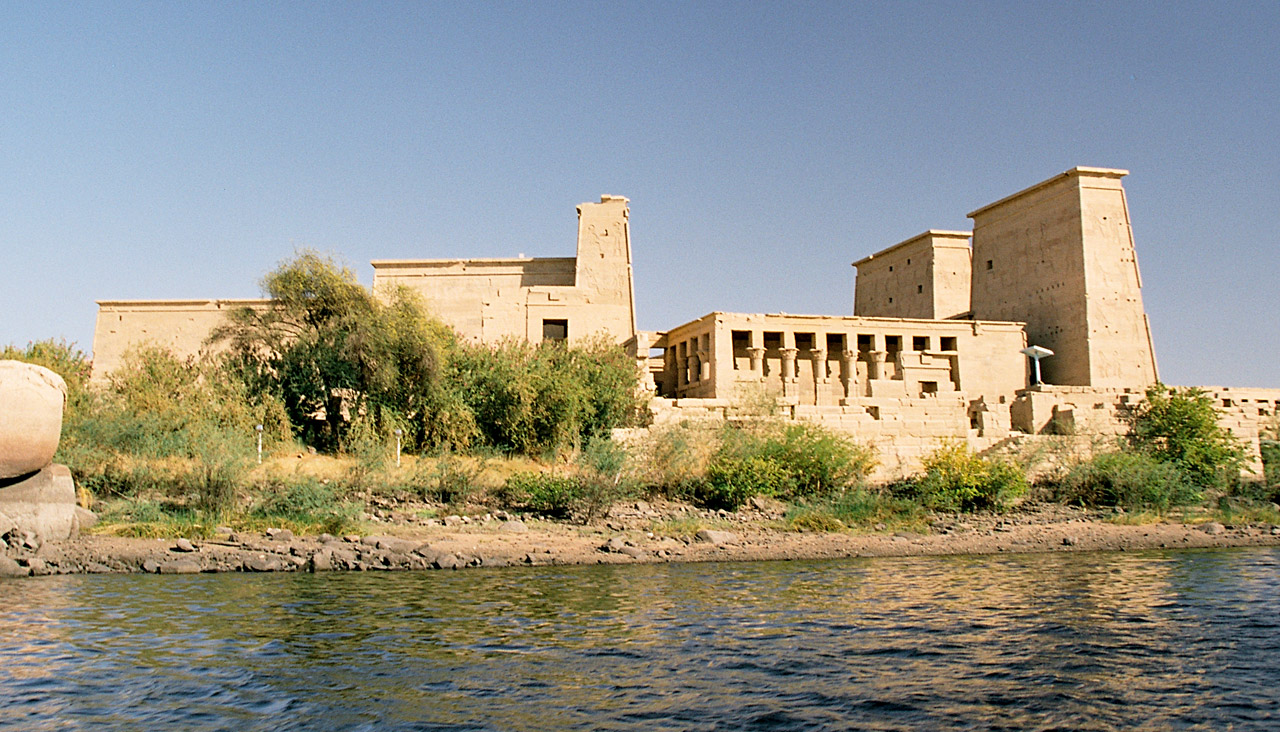
Isis-Tempel von Philae

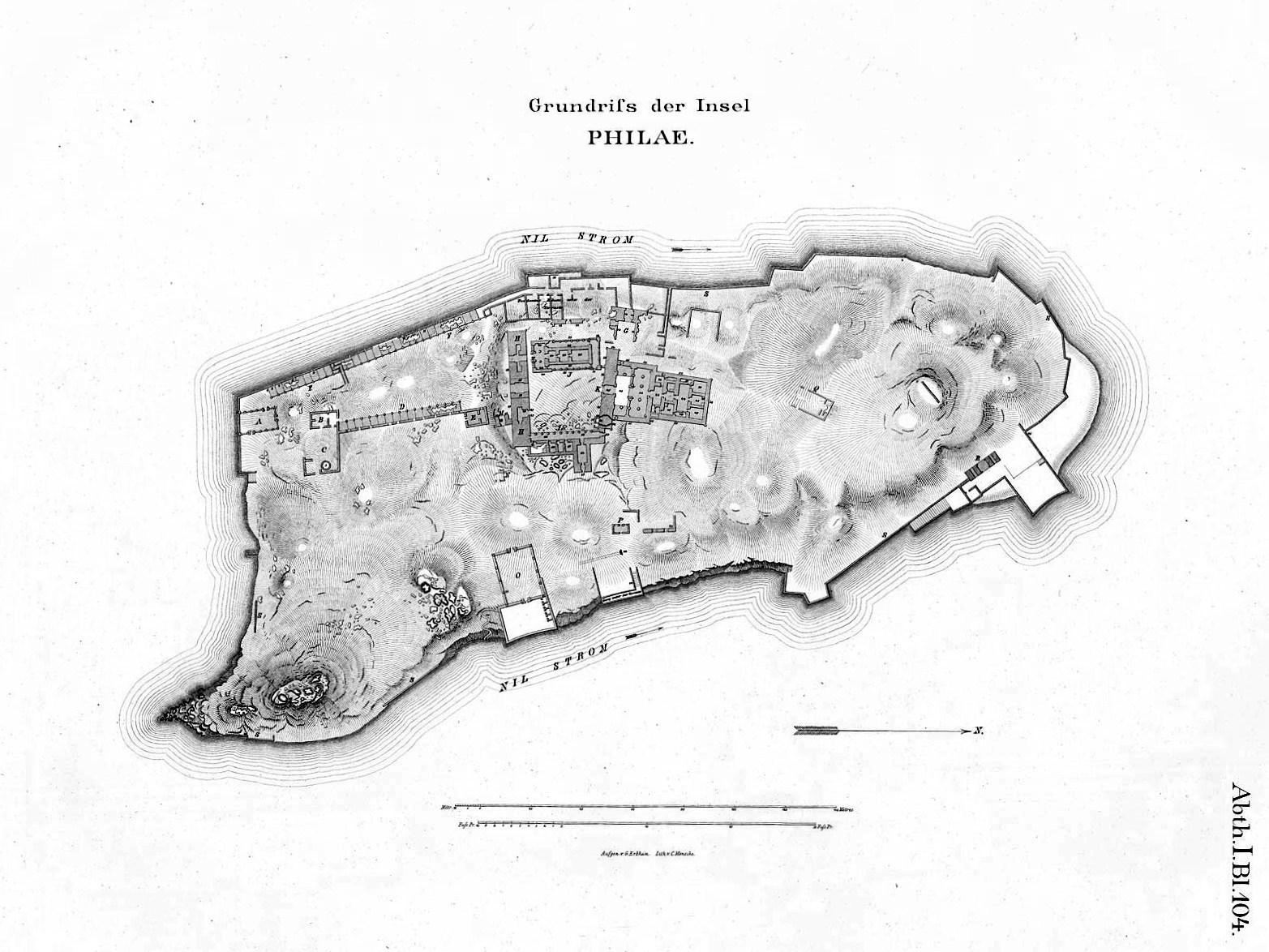
Grundriss der Insel Philae (Mitte des 19. Jahrhunderts)

Als Tempel von Philae (auch Hut-chenti, Haus des Anfangs) bezeichnet man einen Tempelkomplex in Oberägypten, etwa acht Kilometer südlich von Assuan. Die Tempelanlagen stehen auf der Insel Agilkia, nachdem sie 1977 bis 1980 am eigentlichen Standort, der heute überfluteten Insel Philae, abgebaut und etwa 600 Meter nordwestlich auf dem höheren Gelände von Agilkia neu errichtet wurden.
Das Hauptgebäude der Tempelanlagen ist der Tempel der Göttin Isis. Er steht am Westufer etwa in der Mitte der Insel. Um ihn herum befinden sich weitere kleinere Bauwerke, wie der Kiosk des Nektanebos I., der Trajan-Kiosk, der kleine Tempel der Hathor, der Tempel des Harendotes, der Kiosk des Psammetich II., die Hadrian-Bastion, der Tempel des Imhotep, die Kapelle des Mandulis und der Tempel des Arensnuphis-Dedun. Die hieroglyphischen Reliefs der Tempelanlage werden durch das Projekt Edition der Tempelinschriften von Philae der Österreichischen Akademie der Wissenschaften, Wien (Institut OREA) bearbeitet und publiziert.

## Geschichte

### Aufstieg in spätpharaonischer und hellenistischer Zeit
Eine Datierung der ursprünglichen Tempelgründung ist nicht möglich. Die ältesten erhaltenen Belege stammen aus der Regierungszeit von Nektanebos I. (379 bis 360 v. Chr.), der zu Ehren von Hathor einen Tempel erbaute. Dazu gehörte ein von Nektanebos dekorierter Kiosk (Pavillon), der vermutlich einem weiteren größeren Bau angegliedert war. Letztgenannter ist zwischenzeitlich nicht mehr erhalten. Der Kiosk wurde bereits in der Antike von seinem ursprünglichen Standort entfernt.
In den Jahrzehnten und Jahrhunderten nach seiner Begründung wurde der Tempel von Philae ein religiöses Zentrum Südägyptens und verdrängte diesbezüglich die Tempelanlage von Elephantine. Als Perle des Nils wurde der Tempel der Isis auf der Insel Philae gerühmt. Von den zahlreichen Besuchern aus ganz Ägypten künden unter anderem die Graffiti, die an den Wänden des Tempelkomplexes angebracht wurden, darunter auch Weihinschriften für die Gottheiten (sogenannte proskynemata). Darunter befindet sich auch ein lateinisches Graffito, das drei römische Besucher am Ostturm des ersten Pylons anbrachten und mit einer Datumsangabe versahen, die dem 26. August 116 v. Chr. entspricht. Bei diesem Text handelt es sich um die älteste lateinische Inschrift Ägyptens.

### Spätantike

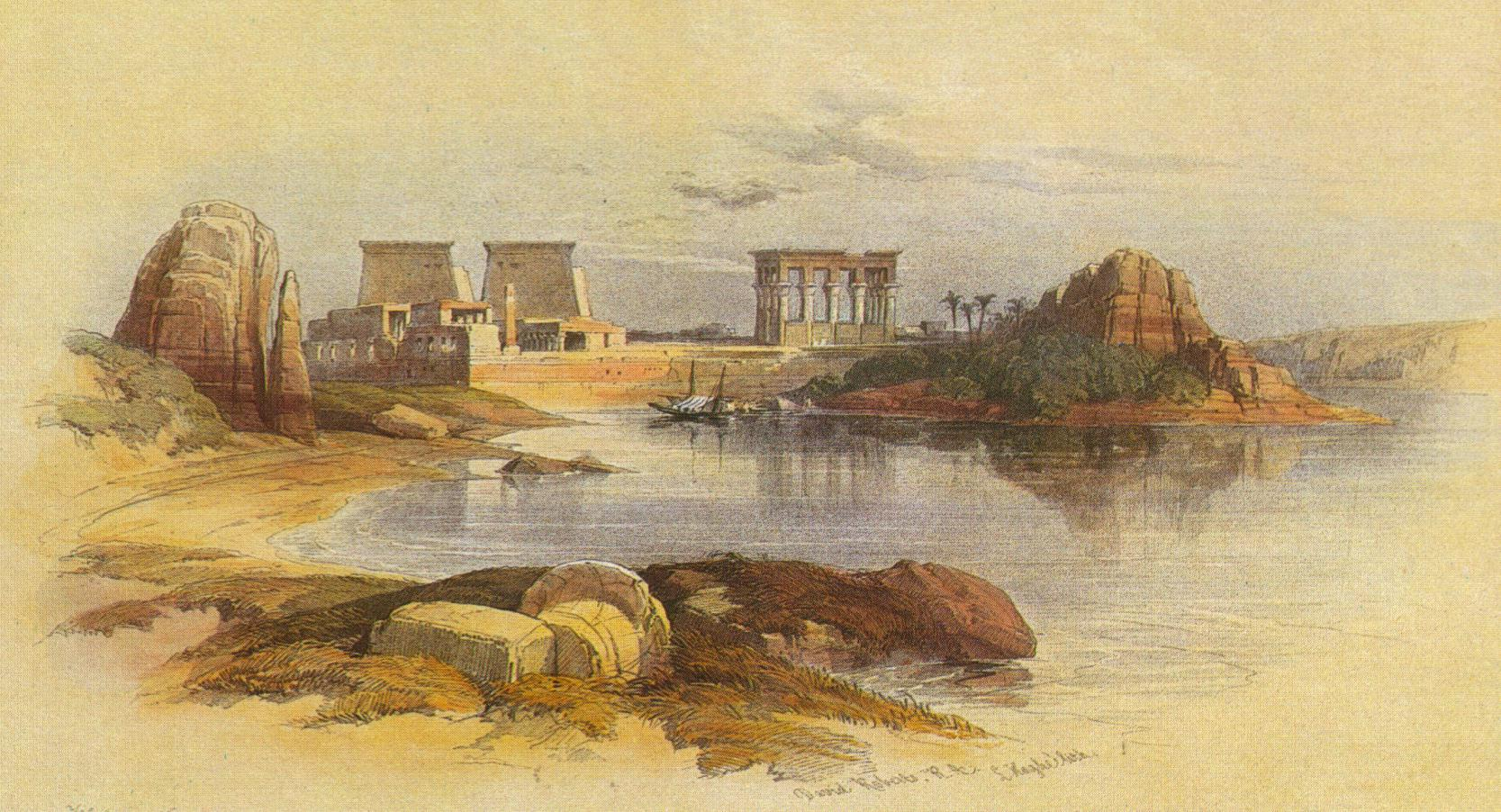
Tempel von Philae (1838)

Der Aufstieg des Christentums im 4. Jahrhundert n. Chr. brachte die Kultpraxis auf Philae nur kurz zum Erliegen. Selbst nach der Erhebung des Christentums zur Staatsreligion durch Kaiser Theodosius I. (391) blieb der Isiskult auf der Insel aktiv. Erst 535/537 ließ Kaiser Justinian den Tempel gewaltsam schließen und in ein christliches Gotteshaus umfunktionierten, obwohl die Blemmyer noch immer an der Verehrung des Heiligtums festhielten. Der rückwärtige Bereich des Säulenraumes wurde um 553 dem Heiligen Stephanus als Kirche geweiht, wobei einige der antiken Reliefs im Tempel zerstört wurden.

### Moderne
Bereits Anfang des 20. Jahrhunderts setzte der Stausee des alten Assuan-Staudamms die Tempelbauten von Philae für mehrere Monate im Jahr unter Wasser. Im Zusammenhang mit der Rettungsaktion für Nubiens Denkmäler plante man schließlich ab 1972 den Umzug der Tempelanlagen von Philae auf höher gelegenes Gelände. Als Umzugsort wurde die nordwestliche Nachbarinsel Agilkia ausersehen. Man gestaltete sie unter der Berücksichtigung der Topografie von Philae um, zersägte die wichtigsten Bauten in 37.363 zwischen 2 und 25 Tonnen schwere Blöcke und baute die Anlagen originalgetreu wieder auf. Die Arbeiten dauerten von 1977 bis 1980. Die Bauten von Philae stehen seit 1979 auf der Liste der UNESCO-Weltkulturerbestätten.

## Mythologische Verbindungen

### Das Nutbuch
Im Nutbuch wird die Göttin Nephthys mit dem Nordhimmel verbunden, was zunächst seltsam erscheint, da diese Himmelsregion sonst mit Nut assoziiert wird. Offensichtlich liegt hier eine Ausdeutung statt einer Beschreibung vor. Grundlage ist das Motiv von zwei Himmelsgöttinnen, die auch im Tempel von Philae auf den Darstellungen zu sehen sind. Das Kopfende, das erwartungsgemäß im Westen liegen sollte, erscheint hier auch in nördlicher Ausrichtung. Hintergrund ist die Bezugnahme auf den Sternenhimmel, wo der Südhimmel hinter der „Gottesmutter des Re“ und der Nordhimmel vor ihr liegt. Nephthys tritt dabei am Bug und Isis am Heck der Sonnenbarke auf. Die räumliche Aufteilung folgt dabei dem altbekannten Himmelsrichtungsmuster, das Westen und Norden als Ort der abwesenden Sonne versteht.
Mythologisch entspricht der Nordhimmel auch der Entstehungsregion des Re, wobei Nephthys und Isis eine Doppelfunktion als Amme und Mutter einnehmen und deshalb in ihrer Funktion mit Nut verschmelzen können. Zudem liegt eine deutliche Verbindung zum Osirismythos vor, wo Nephthys und Isis gemeinsam Horus als Mutter und Amme aufziehen. Im Nutbuch erscheint Re als Horus. Re nimmt kurz vor seinem Aufgang die Erscheinungsform des Falken an. Sein Aufenthaltsort befindet sich zu diesem Zeitpunkt noch weit entfernt hinter Punt. Damit schlüpft Re in die Rolle von Horus im Horizont. Dass Re tatsächlich als Horus verstanden wird, zeigt die spätere Nennung von Osiris als „seinen Vater“. Namentlich wird Re deshalb in den ersten 15 Zeilen des Nutbuches nicht erwähnt und taucht nur in den Formen „dieser Gott“ oder „Majestät dieses Gottes“ auf. In der göttlichen Genealogie treten die Gottheiten Nut und Geb wiederum als Großeltern des Hor-pa-chered auf, Kindgott in den beiden Göttertriaden auf Philae. Der kindliche Horus wird bezüglich des Nutbuches in diesem Zusammenhang auch als kindlicher Nachfolger des alternden Re verstanden.

### Der Osirismythos

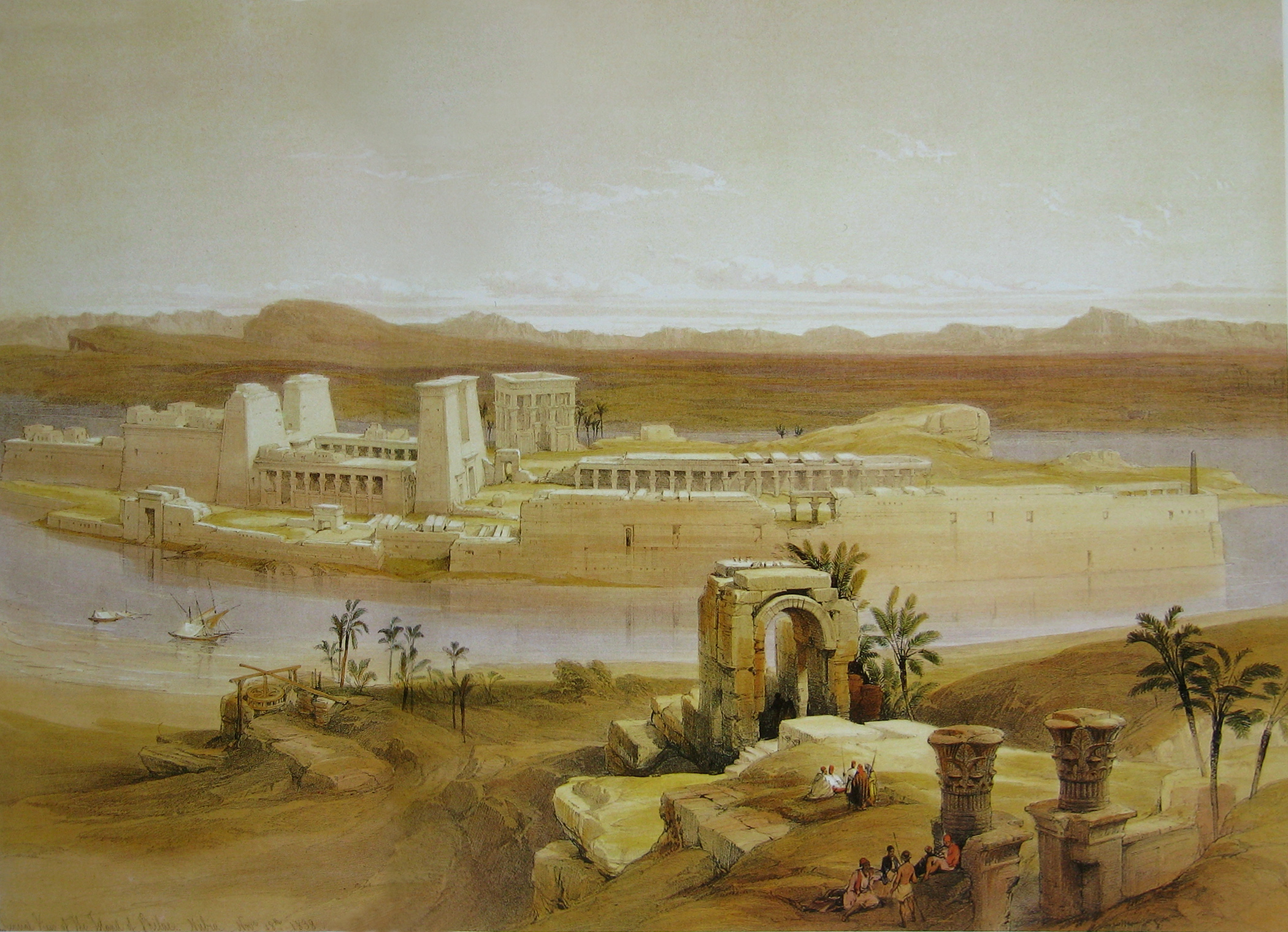
Blick vom Tempeltor für das Abaton (Osirisgrab) von Bigeh auf den Isis-Tempel von Philae 1838

Der Legende nach ist Philae der Platz, an dem Isis das Herz ihres Mannes Osiris fand, nachdem – gemäß dem Osirismythos – sein Bruder Seth ihn umgebracht, zerstückelt und die Körperteile im ganzen Land versteckt hatte. Letztlich fanden Isis und ihre Schwester Nephthys alle verstreuten Teile des Osiris und setzten seinen Leichnam wieder zusammen. Doch Osiris wollte nicht mehr im Diesseits bleiben und entschied sich fürs Jenseits. Sozusagen im göttlichen Austausch wurde Isis schwanger und brachte den Gott Horus zur Welt. Die Reliefs im Inneren des Mammisi (Geburtshaus) schildern die Geburt der Gottheit Horus, das Kind und seine Kindheit in den Deltasümpfen.
Der Tempel wurde unter den Ptolemäern erbaut, aber auch die römischen Herrscher bauten noch an dem so weit entfernten Heiligtum. Isis, die im Gebiet um den Katarakt als Herrin der Überschwemmung verehrt wurde, war im gesamten Römischen Imperium als Göttin der Fruchtbarkeit, der Liebe und der Erlösung beliebt. Philae war eines der Hauptheiligtümer dieser Zeit; der Tempelbetrieb wurde erst in der ausgehenden Spätantike auf kaiserlichen Befehl eingestellt.

### Mythos vom Sonnenauge
Nicht nur die Muttergöttin Isis oder der Nil wurden auf Philae als Lebensspender verehrt, sondern ebenso die Sonne. Als Tochter des Re erschien Tefnut als Hathor im Göttermythos „Die Heimkehr der Göttin“ auch als Sonnenauge. Die Doppelseitigkeit ihres Wesens kommt auf einer Inschrift in Philae zum Ausdruck: „Als Sachmet ist sie zornig, als Bastet fröhlich“. Sachmet, Bastet, Sopdet, Hathor und Isis sind in Tefnut vereint. Als Sonnenauge hatte sich die Göttin während des Winters tief in den Süden nach Nubien zurückgezogen, weshalb sie auch den Beinamen die nubische Katze trug:

„Der Festjubel ist mit dir fortgezogen, die Trunkenheit verschwand und wurde nicht gefunden. Schlimmer Streit ist in ganz Ägypten. Der Festsaal des Re ist erstarrt, die Trinkhalle des Atum ist bedrückt. Sie alle sind mit dir fortgezogen und haben sich vor Ägypten verborgen. Man ist in Heiterkeit unter den Nubiern.“

Als Sonnenauge verspürte sie offenbar wenig Neigung, nach Ägypten zurückzukehren. Re sandte ihr den Götterboten Thot nach, dem es gelang, die Abtrünnige zur Rückkehr zu bewegen. In Ägypten angekommen, feierte das ganze Land im Rahmen des Hathor-Festes und des Bastet-Festes mit der Göttin ihre glückliche Heimkehr:

„Der Affe (Thot) war vor ihr an jedem Ort, wohin sie gehen würde. Die Göttin zog in Freude weiter, indem sie in ihrer schönen Gestalt der Tefnut war. Man meldete es Re im großen Palast. Er kam aus Heliopolis nach Memphis vor sie. Er begrüßte die Göttin und feierte mit ihr ein Fest in Memphis.“

## Tempelanlagen

### Kiosk des Nektanebos I.

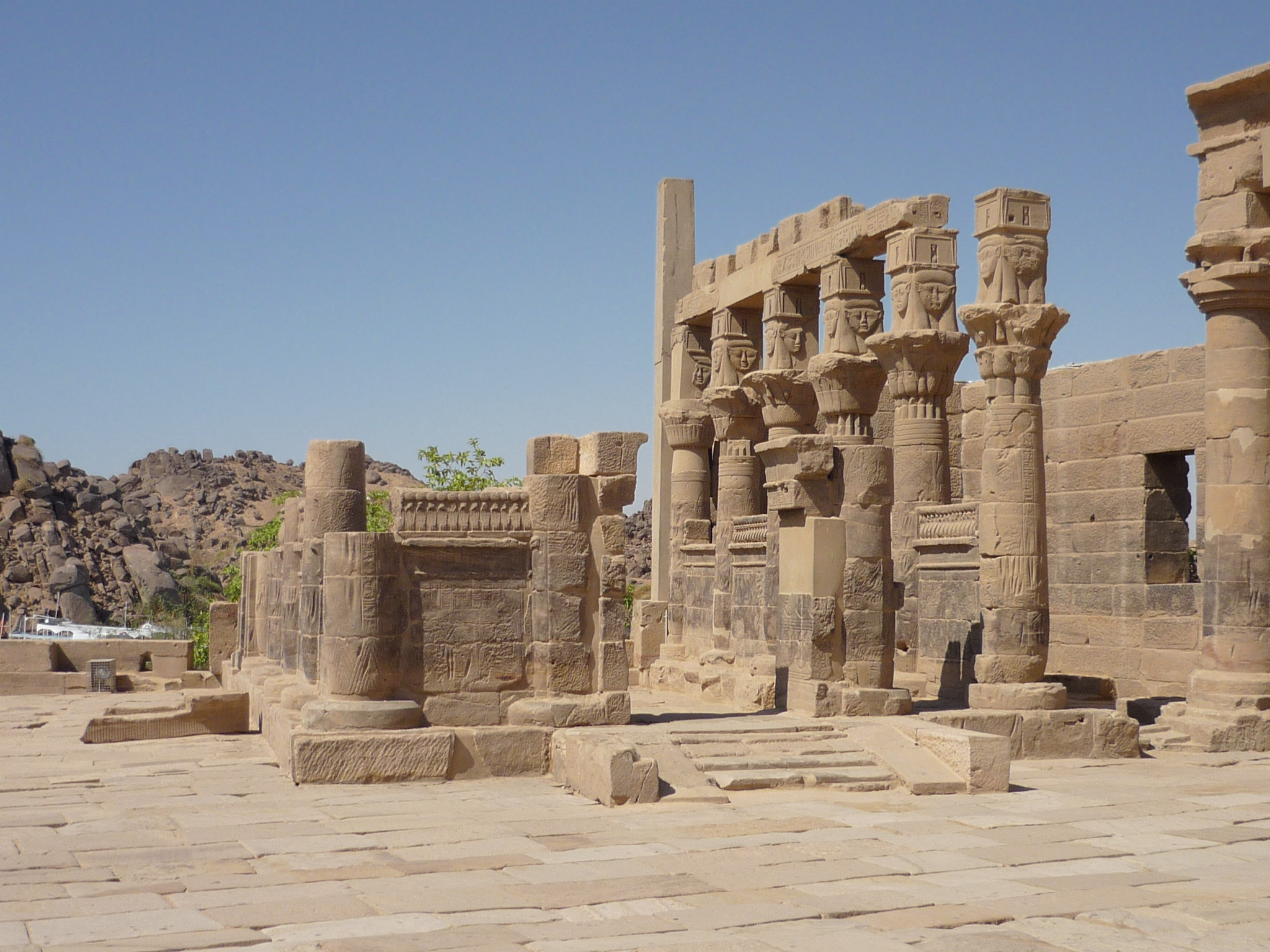
Kiosk des Nektanebos I.

Der Pavillon oder Kiosk des Nektanebos I. wurde in dessen Regierungszeit von 379 bis 360 v. Chr. errichtet. Die an der Südwestecke der Insel Agilkia wiedererrichteten Gebäudereste stellen den ältesten heute aufrecht stehenden Bau des Tempelkomplexes dar. Der rechteckige Portikus mit 14 Kompositsäulen aus einer Verbindung von glockenförmigen Papyrus- und Sistrum-Kapitellen mit Darstellungen des Kopfes der Göttin Hathor war wohl Teil eines von Nektanebos entwickelten Gesamtkonzepts für die Inselbebauung.

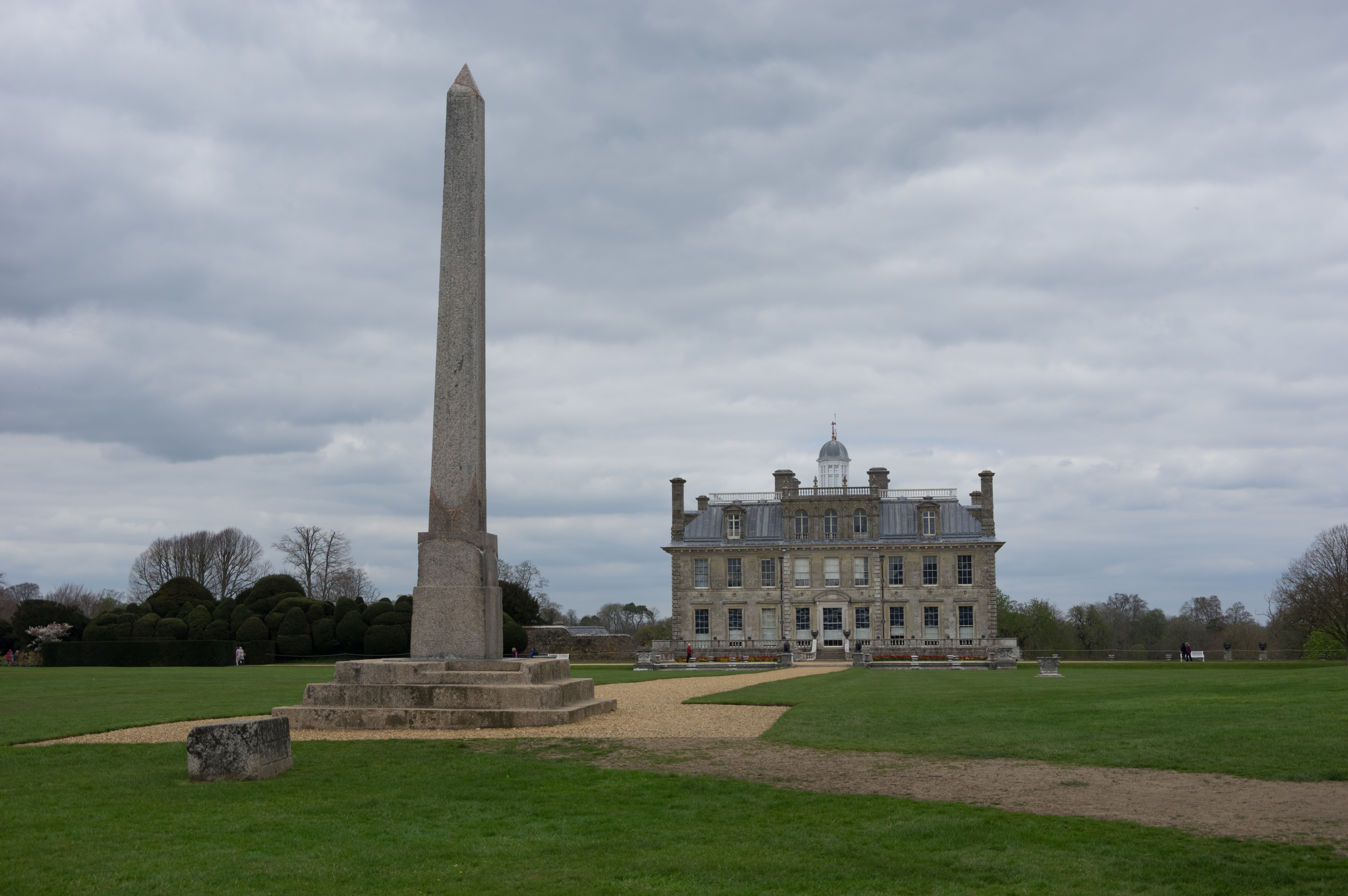
Obelisk vor Kingston Lacy

Durch Ptolemaios VIII. wurde das Gebäude im 2. Jahrhundert v. Chr. zusätzlich mit zwei Obelisken versehen, von denen einer, der sogenannte Obelisk von Philae, noch erhalten ist. Neben seiner Beschriftung in traditionellen Hieroglyphen trägt die Basis des Obelisken eine weitere Inschrift in altgriechischer Sprache. Der Vergleich dieser beiden Texte war eine wichtige Vorstufe zur Entzifferung der Hieroglyphenschrift durch Jean-François Champollion. Heute steht das Monument vor dem Herrenhaus Kingston Lacy in Dorset. Die griechische Inschrift datiert in die Jahre zwischen 124 und 117 v. Chr. und enthält ein Gesuch der ägyptischen Priester von Philae und die Bewilligung seitens Ptolemaios VIII. sowie der Königinnen Kleopatra II. und Kleopatra III.

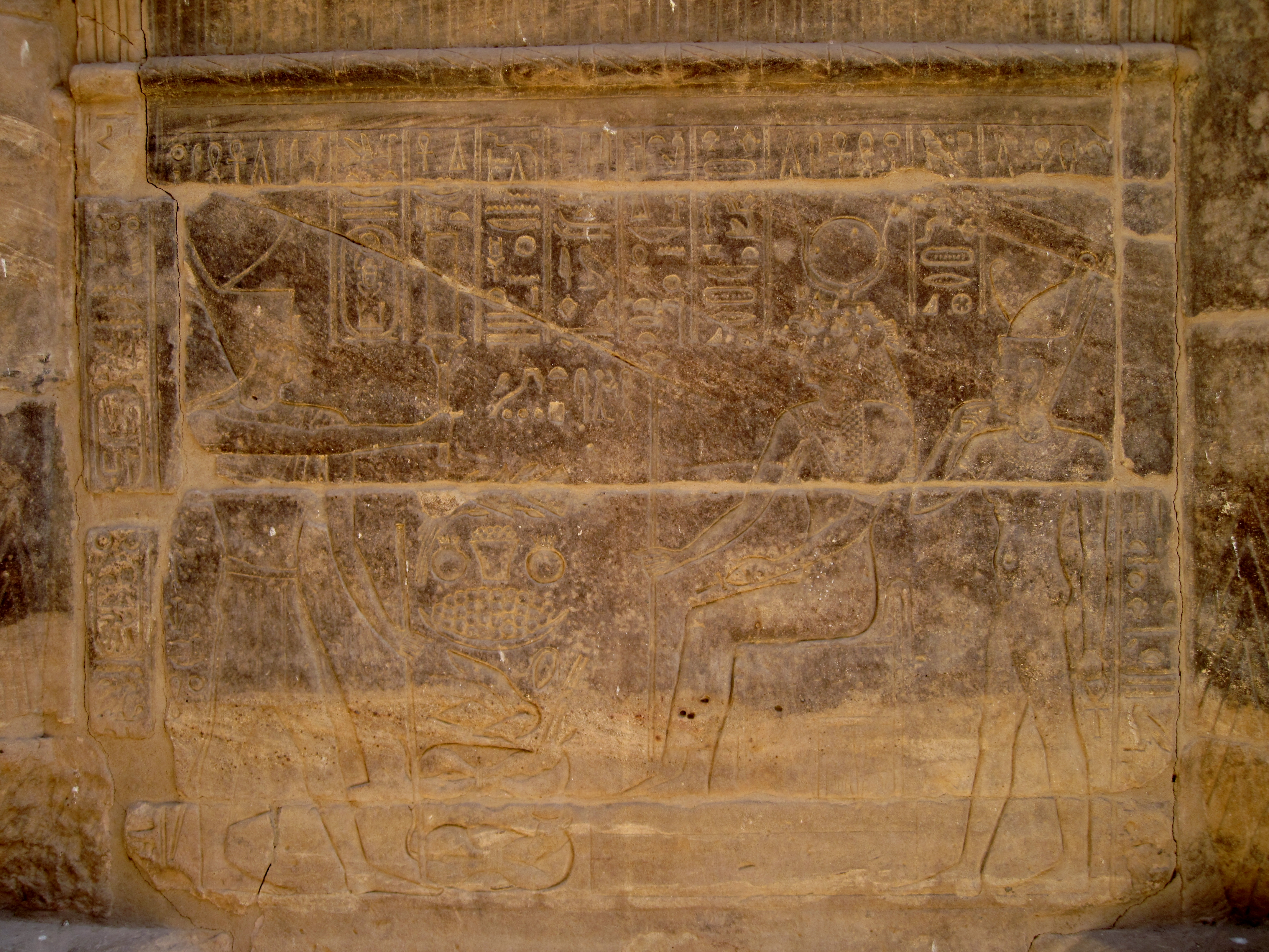
Nektanebos I. vor Isis und Hor-pa-chered

Auf einer der Schrankenwände des Kiosks befindet sich ein Relief des Kindgottes Hor-pa-chered. Das Relief stellt den ältesten und einzigen Beleg für Hor-pa-chered in einem Tempel aus der Zeit vor den Ptolemäern dar. Auf dem Relief ist Nektanebos I. zu sehen, wie er der thronenden Isis und ihrem hinter ihr stehenden Kind Hor-pa-chered ein Speiseopfer darbringt. Hor-pa-chered ist ikonografisch als nackter Kindgott mit Doppelkrone und Jugendlocke abgebildet; in der linken Hand ein Anch-Zeichen haltend, die rechte Hand befindet sich am Mund.

### Bauten am Dromos
Als Dromos wird der beidseitig von Säulengängen flankierte Platz vor dem ersten Pylonen des Isis-Tempels bezeichnet. Die östliche Kolonnade blieb mit 16 Säulen unvollendet. Auf der Westseite bilden 32 mit Opferszenen geschmückte Säulen vor einer mit ebensolchen Reliefs verzierten Wand die Grenze des Tempelkomplexes zum die Insel umgebenden Wasser. Die Pflanzen nachempfundenen Formen der Säulenkapitelle unterscheiden sich jeweils von denen der anderen Säulen.
Im vorderen, südlichen Bereich des Dromos befindet sich im Boden ein antikes Nilometer zur Messung des Nilpegels. Den südlichen Abschluss der östlichen Säulenreihe bilden die Reste des Tempels des Arensnuphis-Dedun, der durch den meroitischen König Arqamani und den Pharao Ptolemaios V. angelegt wurde. Östlich hinter der Wand mit den 16 Säulen befindet sich die wahrscheinlich unter dem Kaiser Augustus, der auf der Insel in einem eigenen Augustus-Tempel verehrt wurde, errichtete kleine Kapelle der nubischen Gottheit Mandulis. Nördlich dieser Säulenreihe schließt sich vor dem ersten Pylonen des Isis-Tempels, etwas nach hinten versetzt, der Tempel des Imhotep an, ein Bauwerk aus der Zeit Ptolemaios II.

Dromos und Nebenbauten
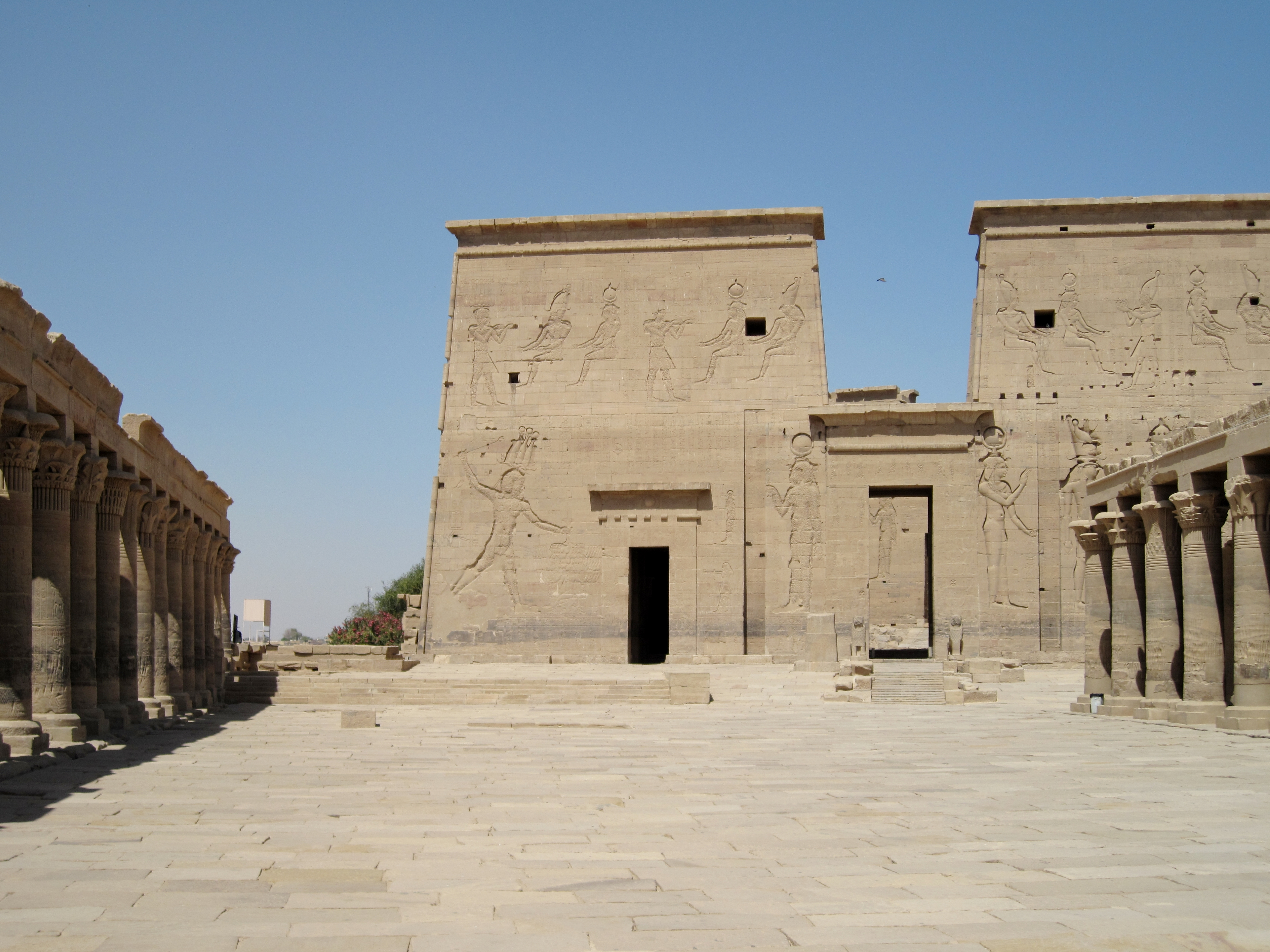
Platz vor dem ersten Pylonen des Isis-Tempels
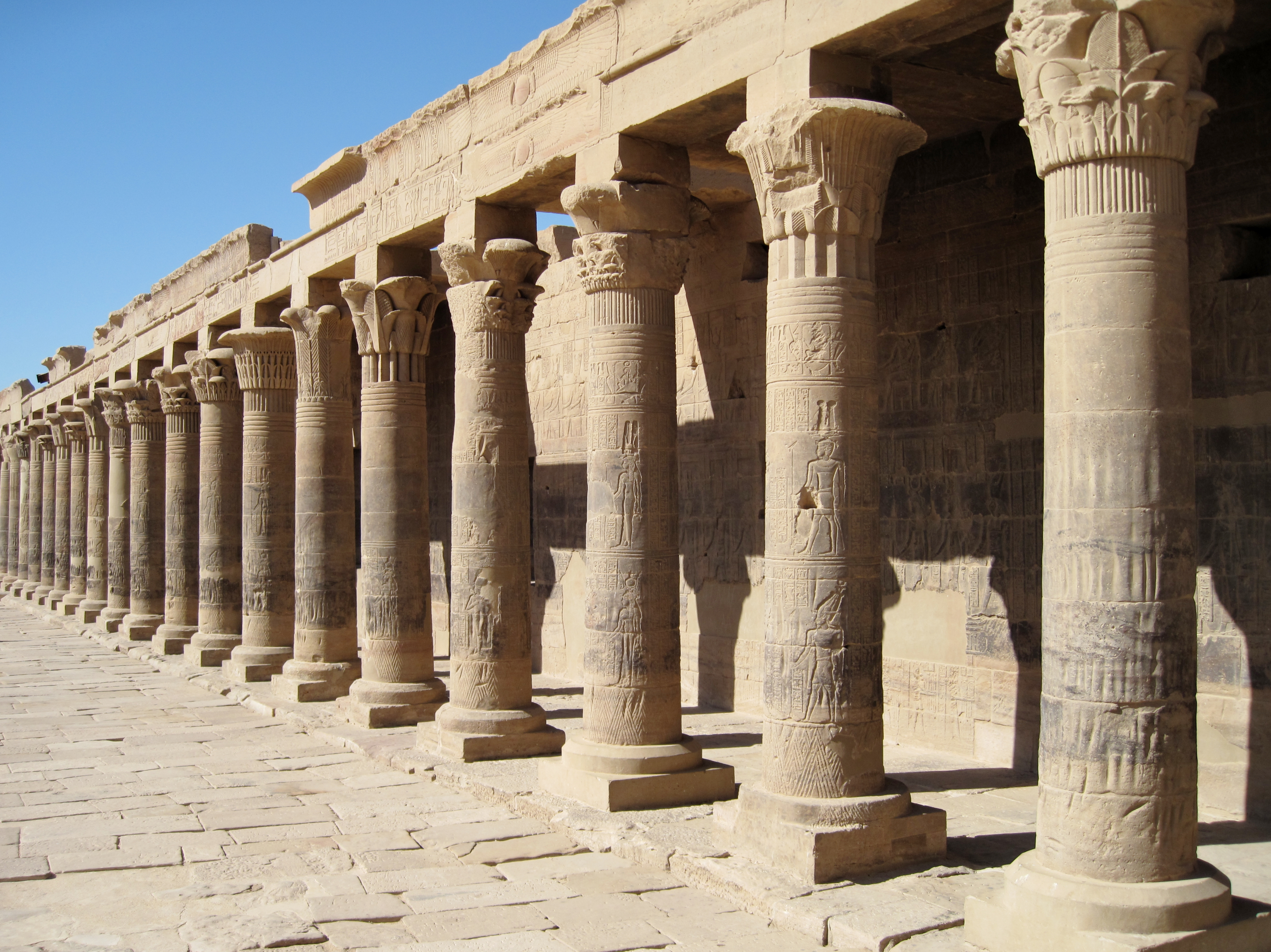
Westlicher Säulengang
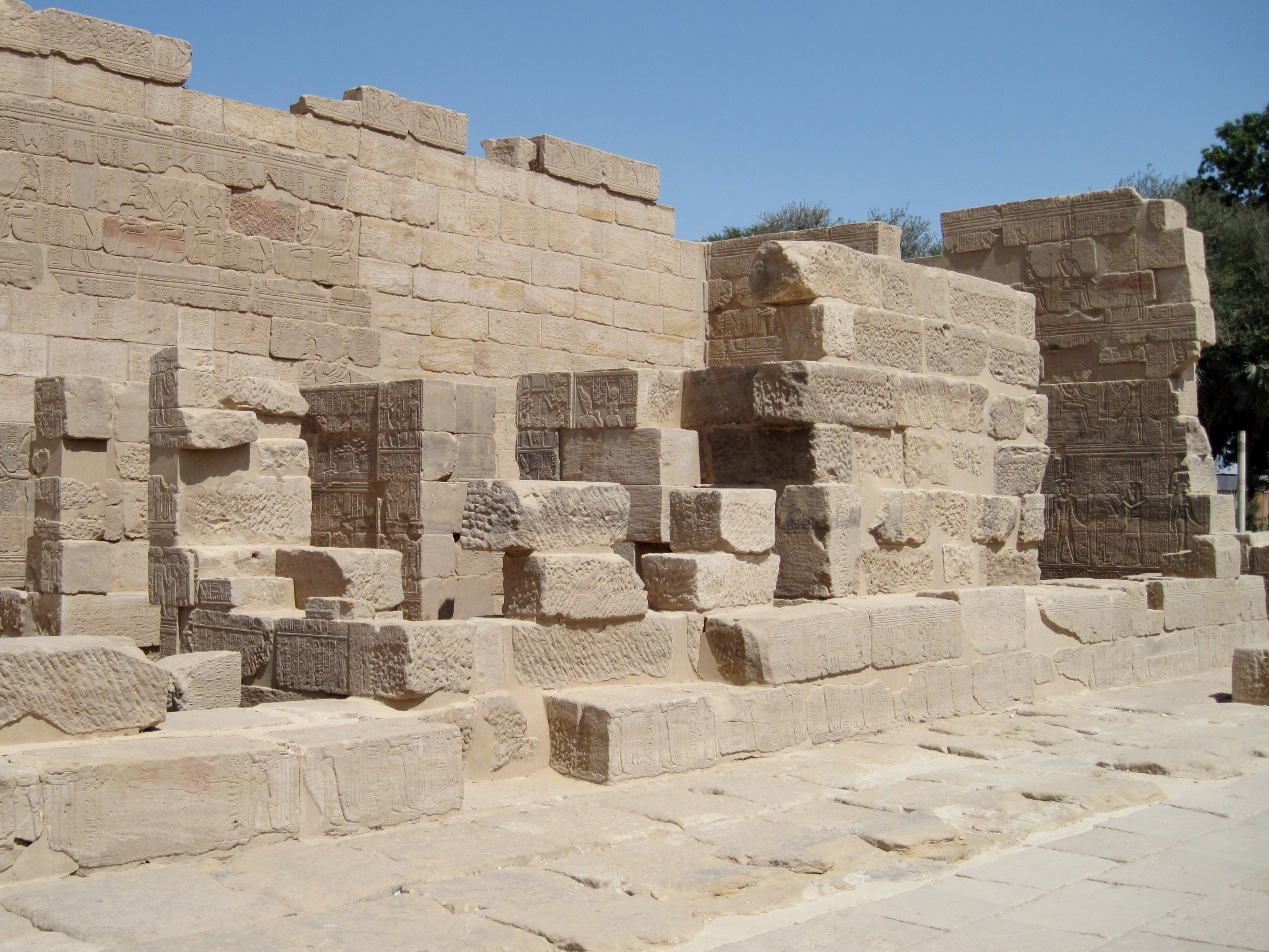
Tempel des Arensnuphis-Dedun
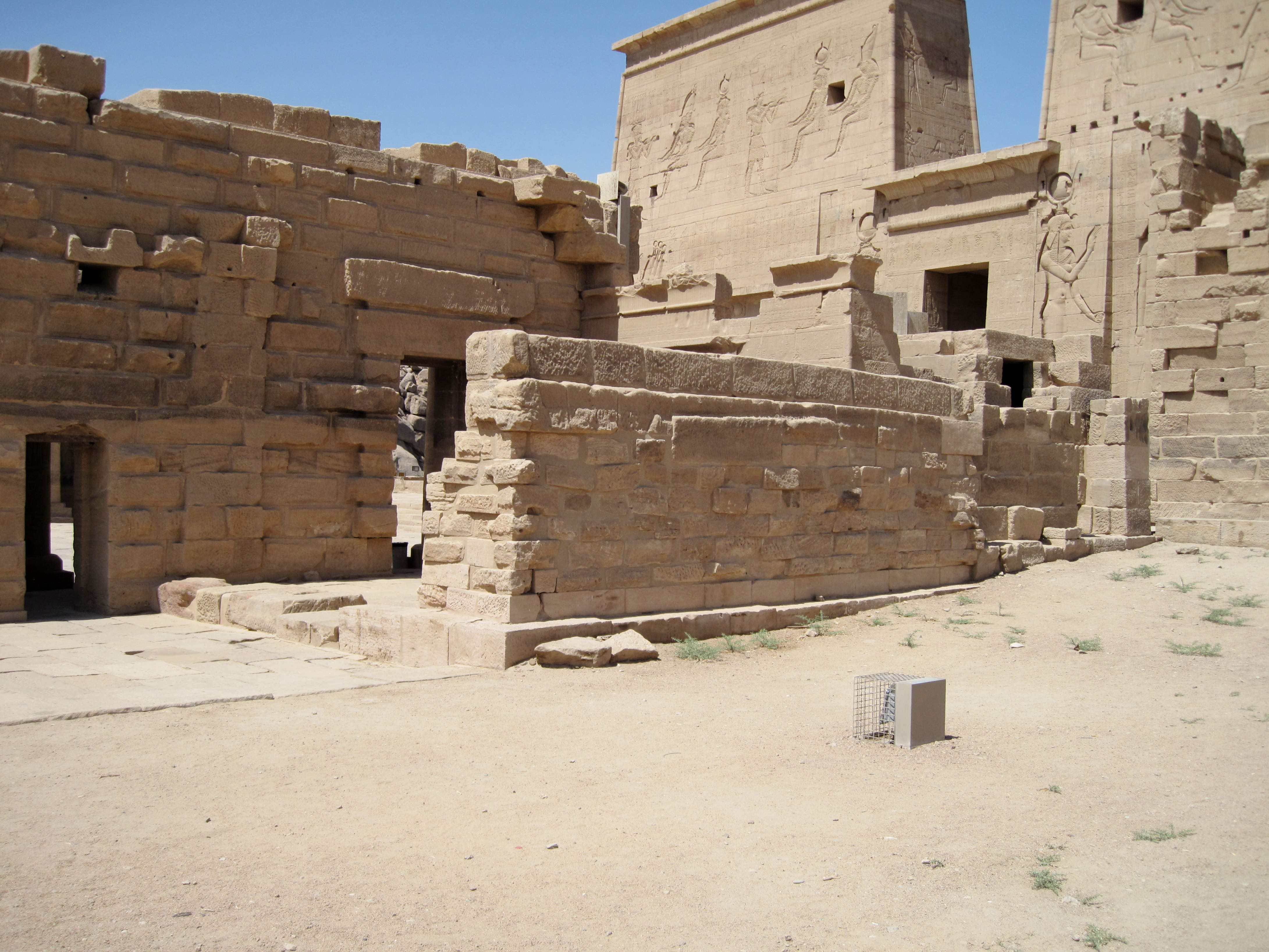
Tempel des Imhotep

### Haupttempel der Göttin Isis

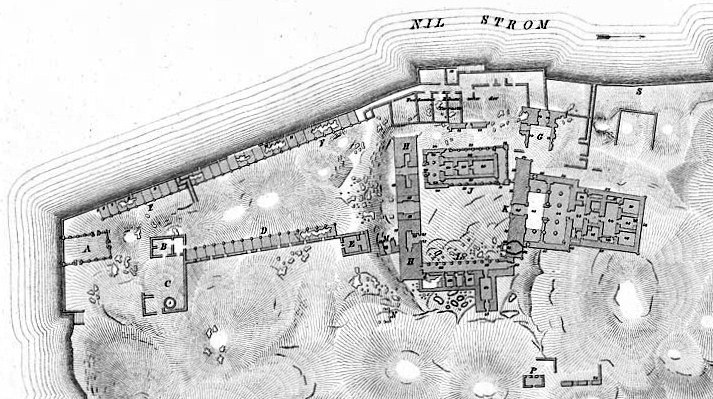
Anlage des Isis-Tempels

Die beidseitigen Säulenreihen des Dromos waren so angelegt, dass sie in Richtung des Haupttempels von Philae auseinanderführten und in ihrem Zentrum den Blick auf ein Eingangstor freigaben, das noch heute existiert und aus der Zeit Nektanebos I. stammt. Das Tor befindet sich im linken Turm des ersten Pylonen und führt durch diesen hindurch zum Eingang des Mammisi, dem „Geburtshaus“ (koptisch „Ort der Geburt“). Schon das Nektanebos-Tor, als eigentliches Eingangstor des Tempelbaus gedacht, wie auch das unter den Ptolemäern errichtete Mammisi weichen auf Grund der geografischen Gegebenheiten der Insel von der Bauachse des Dromos nach Osten hin ab, was noch mehr auf den dahinter stehenden Tempelbau einschließlich des zweiten Pylonen zutrifft.
Durch die ptolemäischen Pharaonen Ptolemaios II. und Ptolemaios III. erfolgte ein weitgehender Umbau und eine Erweiterung des Tempelkomplexes. Unter ihnen wurden die beiden Tempelpylonen, der Vorhof am Mammisi und der Säulensaal (Hypostyl) des Isis-Tempels errichtet.

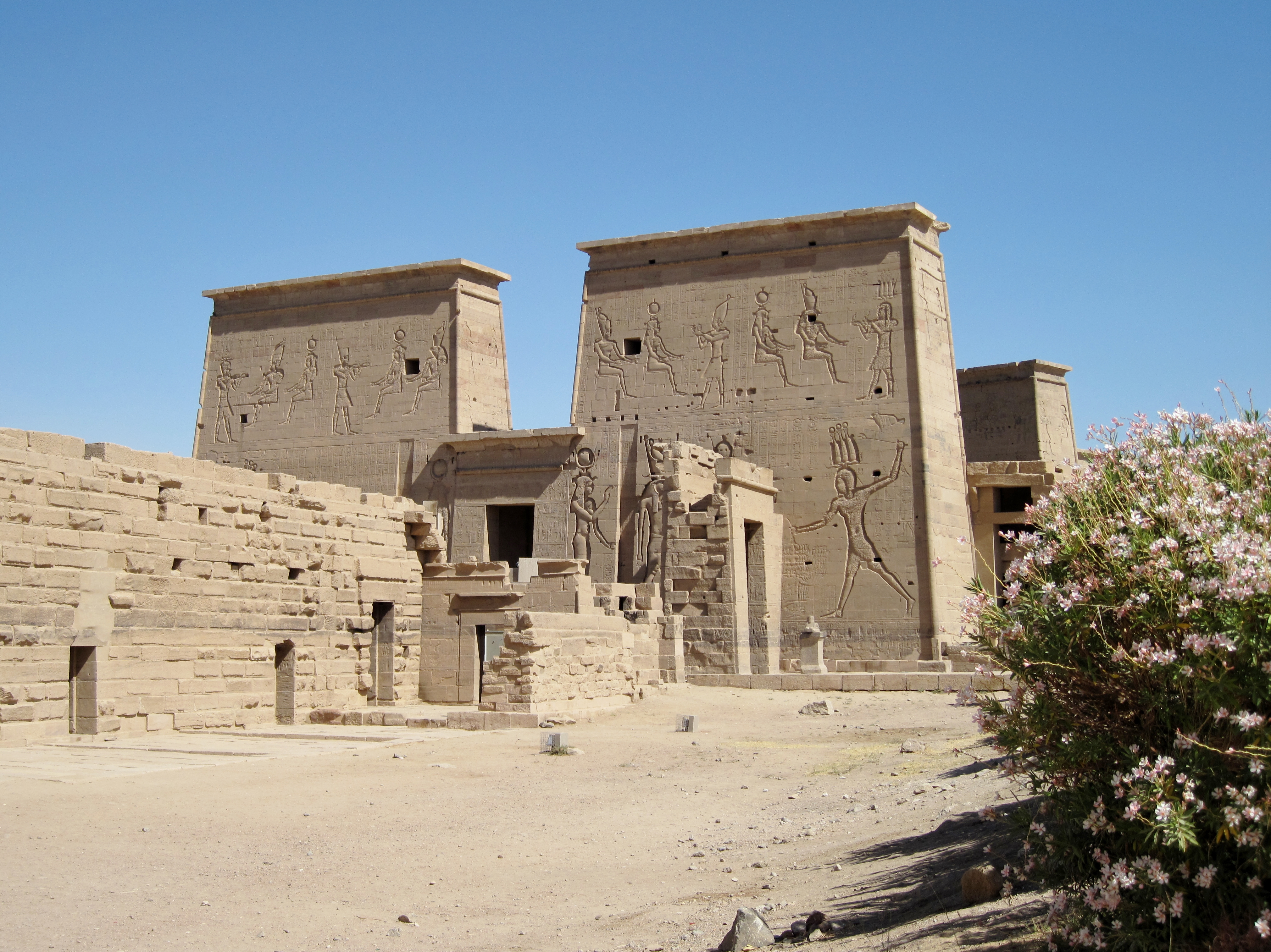
Erster Pylon von Südosten

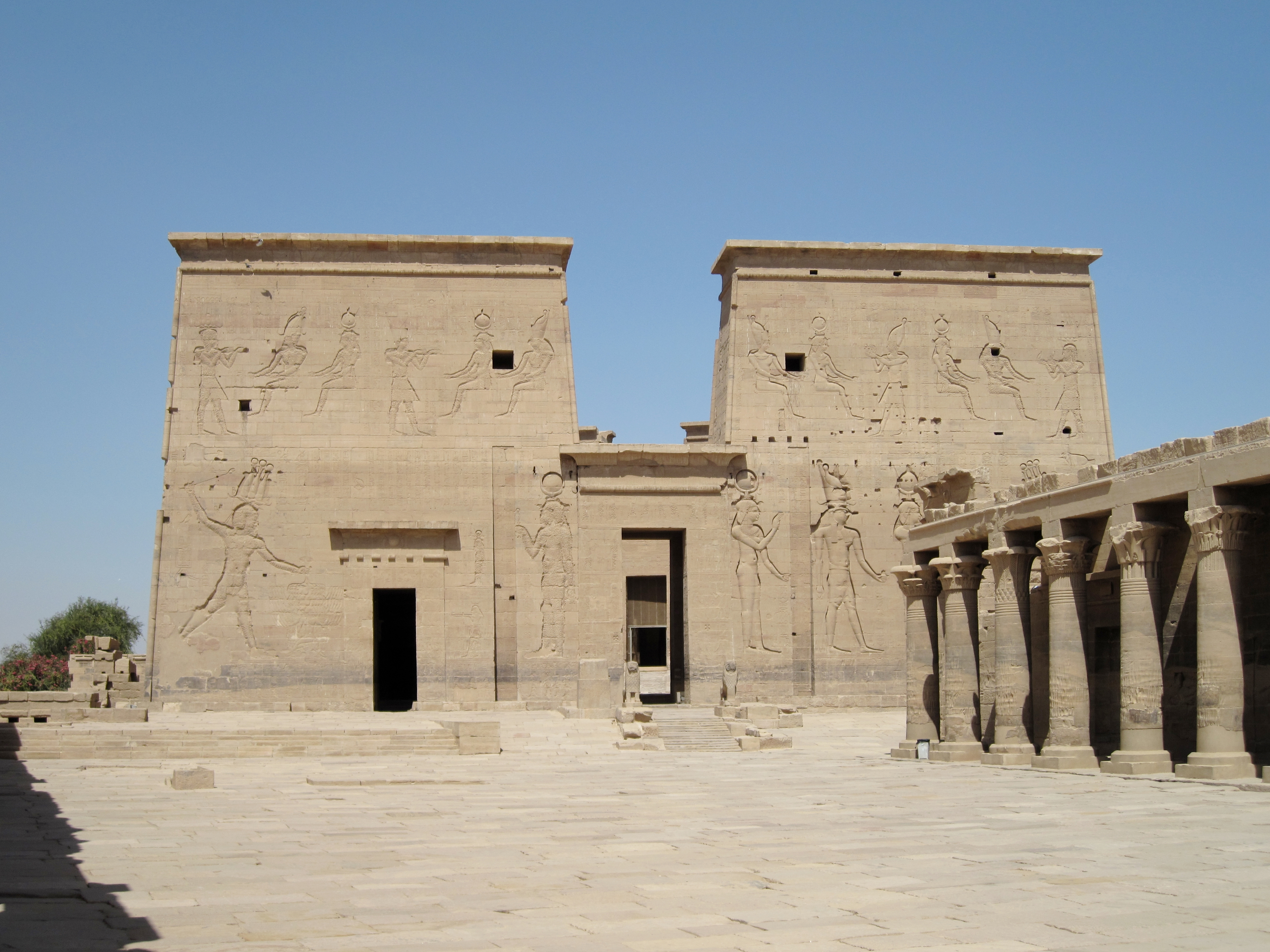
Erster Pylon von Südwesten

Die Größe des 20 Meter hohen ersten Pylonen mit seinen 38 Metern Breite erforderte eine Verschiebung der schon nach Osten abknickenden Achse der Tempelanlagen. Östlich des vorhandenen, in den westlichen Pylonturm integrierten Nektanebos-Tores entstand zwischen den Türmen des Pylonen ein neues größeres Eingangsportal. Vor dem Eingangsbereich fehlen dementsprechend die hinteren Säulen der östlichen Kolonnade des Dromos. Während der erste Pylon mit dem neuen Portal aus der Zeit Ptolemaios II. stammt, stellen die auf ihm angebrachten Reliefs den späteren Pharao Ptolemaios XII. dar, wie er vor Isis, Hor-pa-chered, Harendotes, Nephthys sowie Hathor Opfer darbringt und die Feinde des Landes niederwirft.
Der Hof des Isis-Tempels ist wegen der Abweichung von der Bauachse zwischen den beiden Pylonen unregelmäßig angelegt. Er wird zum zweiten Pylonen hin breiter. Der die Nordseite begrenzende Pylon mit dem Eingang zum Tempel ist 13 Meter hoch und 30 Meter breit. Auf ihm finden sich ähnlich dem ersten Pylonen weitere Reliefs Ptolemaios XII., der Gefangene vor den Göttern tötet. Vor dem rechten (östlichen) Turm des zweiten Pylonen steht ein mit Hieroglyphen versehener Granitblock, auf dem eine Landschenkung des Pharao Ptolemaios VI. an den Tempel geschildert wird.

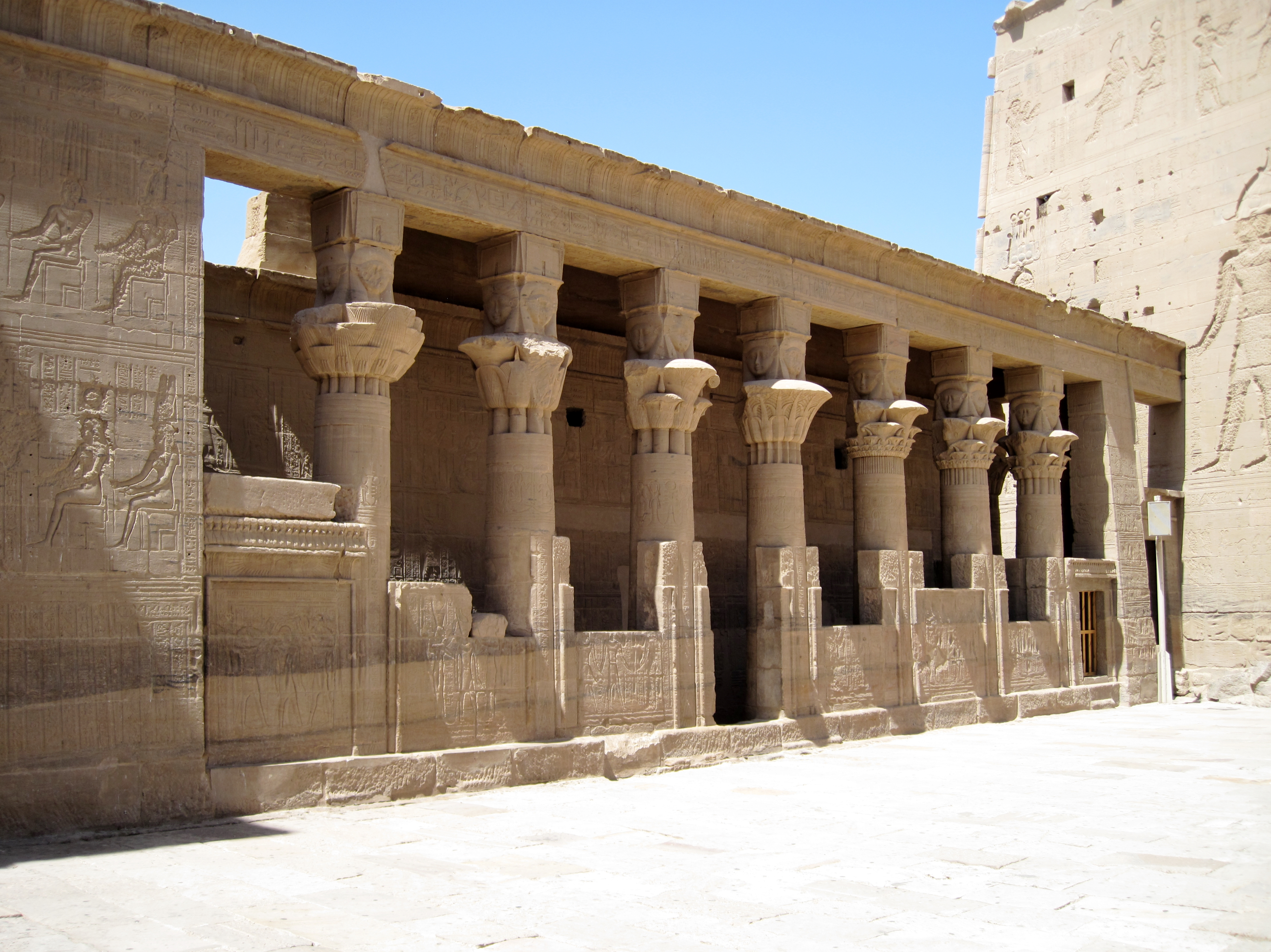
Hathor-Säulen vor dem Mammisi

An der Ostseite des Hofes steht ein Gebäude mit Portikus und sechs verschiedenen Nebengelassen, die in der Vergangenheit Kultzwecken dienten. Den westlichen Bereich nimmt das Mammisi ein, das einen Peripteraltempel mit umlaufenden hathorischen Säulen darstellt. Oberhalb der Pflanzenblätter darstellenden Kapitelle ist auf vier Seiten das Gesicht der Göttin Hathor eingearbeitet. Nur diese Göttin wurde von vorn abgebildet, die Gesichter aller anderen Götter immer von der Seite.
Einige Stufen führen hinauf zum eigentlichen Tempeleingang im Zentrum des zweiten Pylonen. Hinter ihm öffnet sich ein Säulenatrium, der Pronaos, eine in der Mitte nach oben offene Säulenhalle mit zehn ehemals bemalten Säulen. Die Farben wurden weitgehend durch das Wasser des Stausees des Assuan-Staudamms im 20. Jahrhundert ausgewaschen. Blumenkapitelle stützen eine seitlich umlaufende Decke, auf der Symbole Ober- und Unterägyptens, Sonnenbarken und astronomische Zeichen dargestellt sind. An den Wänden sind zahlreiche koptische Kreuze eingeritzt. Sie stammen aus dem 6. Jahrhundert, als der Pronaos unter dem oströmischen Kaiser Justinian I. durch Bischof Theodoros in eine Kirche umgewandelt war.

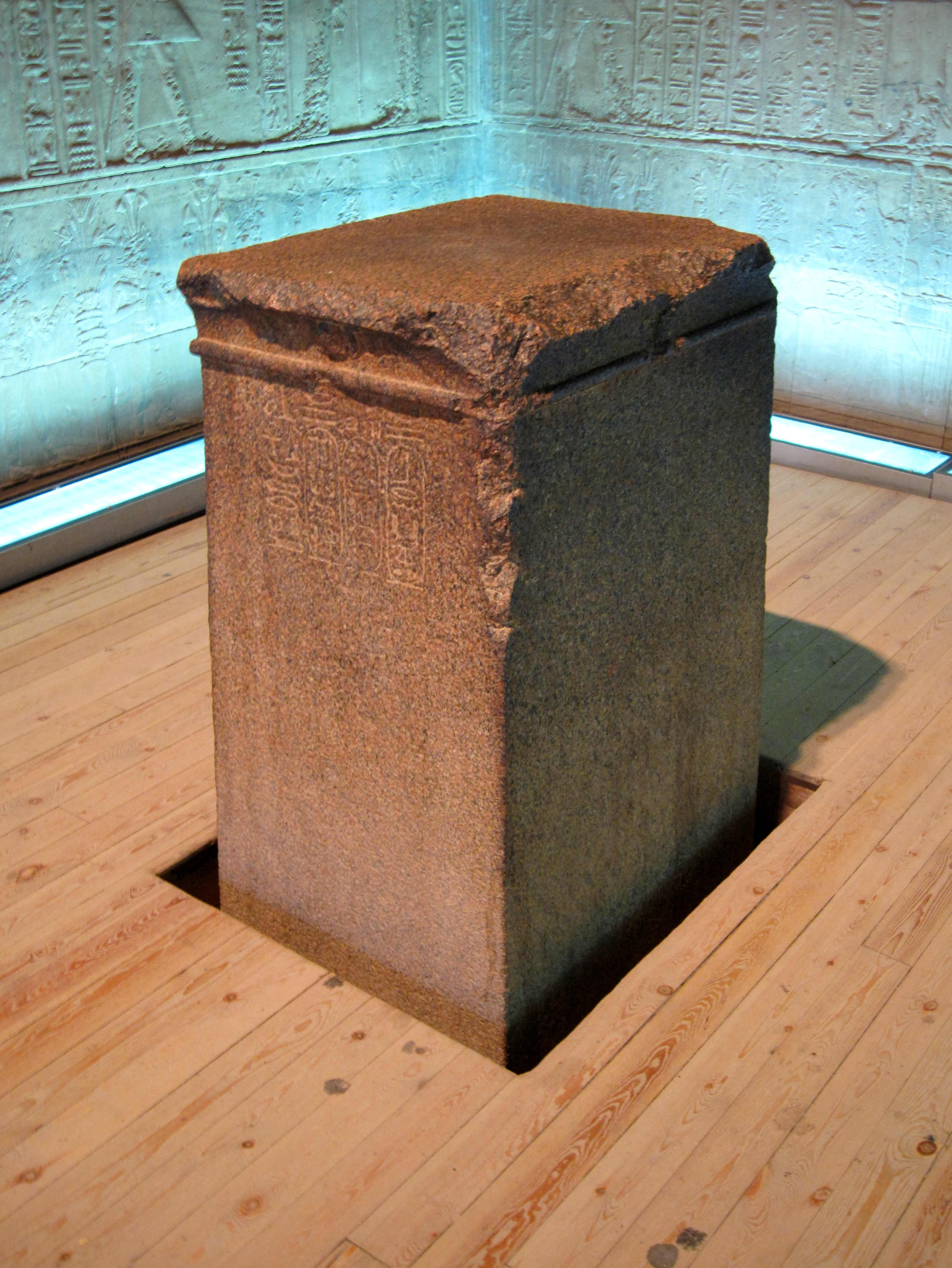
Isis-Altar im Naos

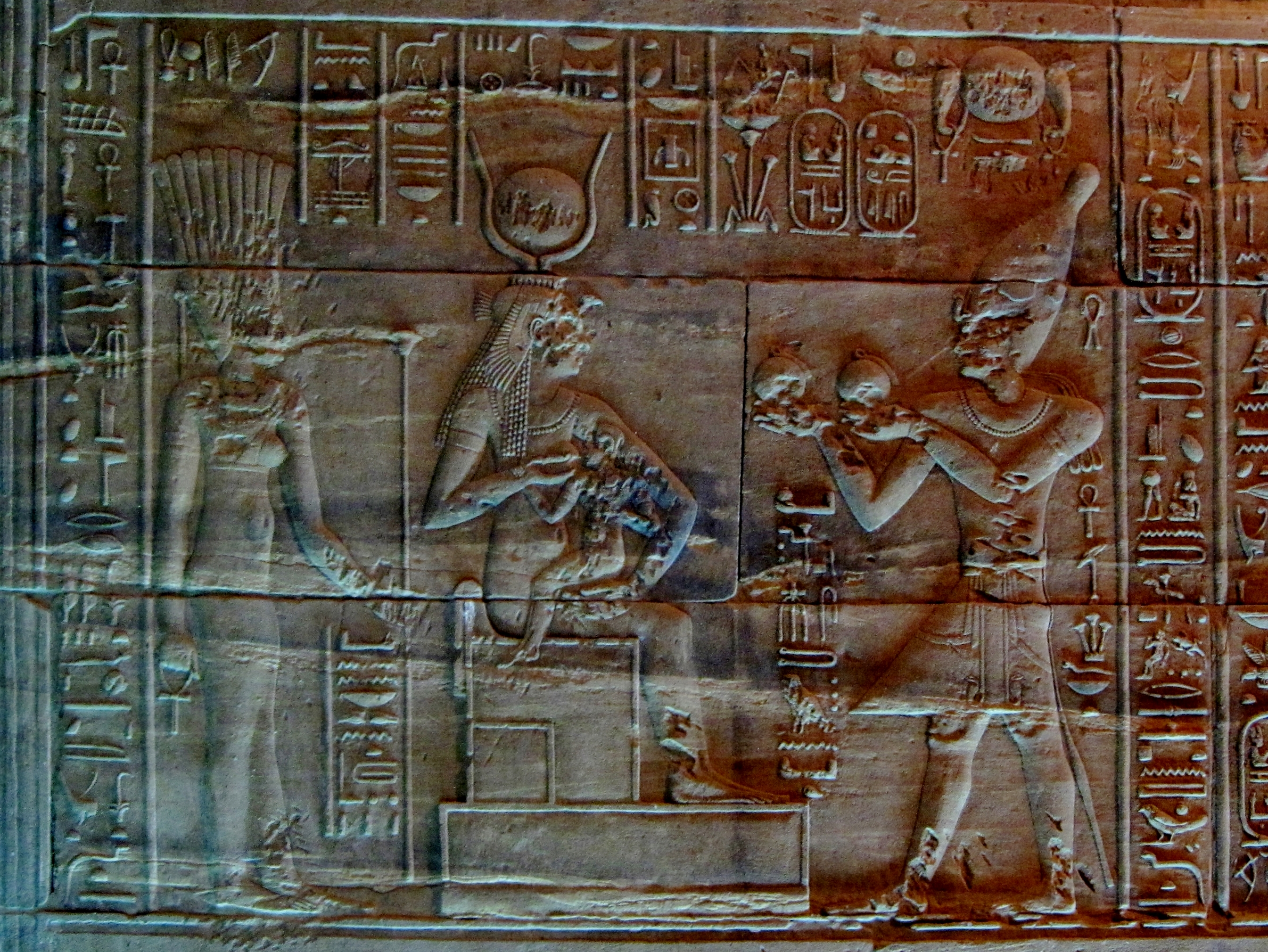
Ptolemaios II. bringt Isis und Hor-pa-chered Gaben dar

Der folgende Naos besteht aus zwölf mit liturgischen Szenen ausgeschmückten Räumen und dem Heiligtum im Zentrum des Tempels. In der Mitte des Heiligtums steht noch heute der Sockel, auf dem sich die Barke mit dem Abbild der Göttin Isis befand. Auch hier zeigen die Wände reichhaltige Reliefs der Gottes- und Königsdarstellungen. Verschiedene Herrscher bringen der Isis und dem Osiris Opfergaben dar. Daneben sind auch andere Gottheiten abgebildet. Vom Naos gelangt man über eine Treppe zu einer Terrasse, auf der sich die Bestattungskapelle des Osiris befindet. Hier ist der Osirismythos dargestellt, mit Tod, Bestattung und Wiederauferstehung des Gottes.
Vom Pronaos aus führt eine Seitenpforte westlich zur Hadrian-Bastion (auch Hadrianstor), die vor der Versetzung der Tempel nach Agilkia den Blick auf das benachbarte Osirisheiligtum auf der Insel Bigeh freigab. An den Wänden künden Darstellungen des Jenseitsherrschers Osiris, aus dessen Mumie Getreidehalme sprießen, von der Hoffnung auf neues Leben nach dem Tod. Interessant ist hier auch die Darstellung der Nilquelle an der Nordwand des Torinneren, wie sie der Vorstellung der alten Ägypter entsprach. Als Vergöttlichung des oberen und unteren Nils sieht man den heiligen Stier Apis als Hermaphrodit mit menschlichen Zügen. In einer Höhle stehend, die von einer Schlange umwunden ist, ergießt sich aus zwei in seinen Händen haltenden Gefäßen das Wasser des Flusses, dessen Quelle in der Nähe des Berges Mu-Hapi („Wasser des Hapi/Apis“) beim ersten Katarakt vermutet wurde. An der Innenseite der Nordwand der Hadrian-Bastion befindet sich die letzte datierbare Inschrift ägyptischer Hieroglyphen, das Graffito des Esmet-Achom.
Nördlich der Hadrian-Bastion befanden sich zwei weitere Nebengebäude des Isis-Tempels, von denen jedoch kaum etwas erhalten ist. Dabei handelte es sich um den Kiosk des Psammetich II. und den Tempel des Harendotes. Südlich der Hadrian-Bastion sind Teile eines zweiten, neueren Nilometers erhalten. Auch das im Folgenden beschriebene Mammisi östlich dieses Nilometers kann als Nebengebäude des Isis-Tempels angesehen werden.

#### Das Mammisi im Hof des Isis-Tempels
Bau- und Dekorationsphasen
Durch den ersten Pylonen führen zwei Eingänge in den ersten Hof: Das Haupttor in der Mitte und ein im westlichen Torturm angebrachter Durchgang, der direkt auf das Mammisi (Geburtshaus) zuführt. Die Reliefs im Inneren schildern die Geburt von „Horus, das Kind“ und seine Jugend in den Deltasümpfen. Das Mammisi von Philae wurde bereits von Ptolemaios II. für die Gottheit „Horus, das Kind“ erbaut.
Ptolemaios VI. dekorierte später Teile der Vorhalle und der Kammer I, wobei „Horus, das Kind“ in Philae die Rolle der lokalen Erscheinungsform als Götterkind und Sohn der Isis und des Osiris übernahm. In den entsprechenden Inschriften des Ptolemaios VI. heißt es:

„Ptolemaios VI. machte sein Denkmal für seinen Vater Hor-pa-chered, den Sohn der Isis und des Osiris. Es ist der Sohn des Re, Ptolemaios, ewig lebend, geliebt von Ptah, indem er das Haus der Geburt ihres (Isis) Sohnes Hor-pa-chered erbaut hat.“

Augustus dekorierte weitere zahlreiche Szenen des Hor-pa-chered an den Gebäuden auf Philae, darunter ebenfalls an den Außenwänden des Mammisis. Hadrian sollte es vorbehalten bleiben, abschließende Dekorationen des Hor-pa-chered auf Philae anzubringen (Tor des Hadrian); zugleich auch der letzte Beleg der Verehrung des Kindgottes Hor-pa-chered in einem ägyptischen Tempel.
Darstellungen

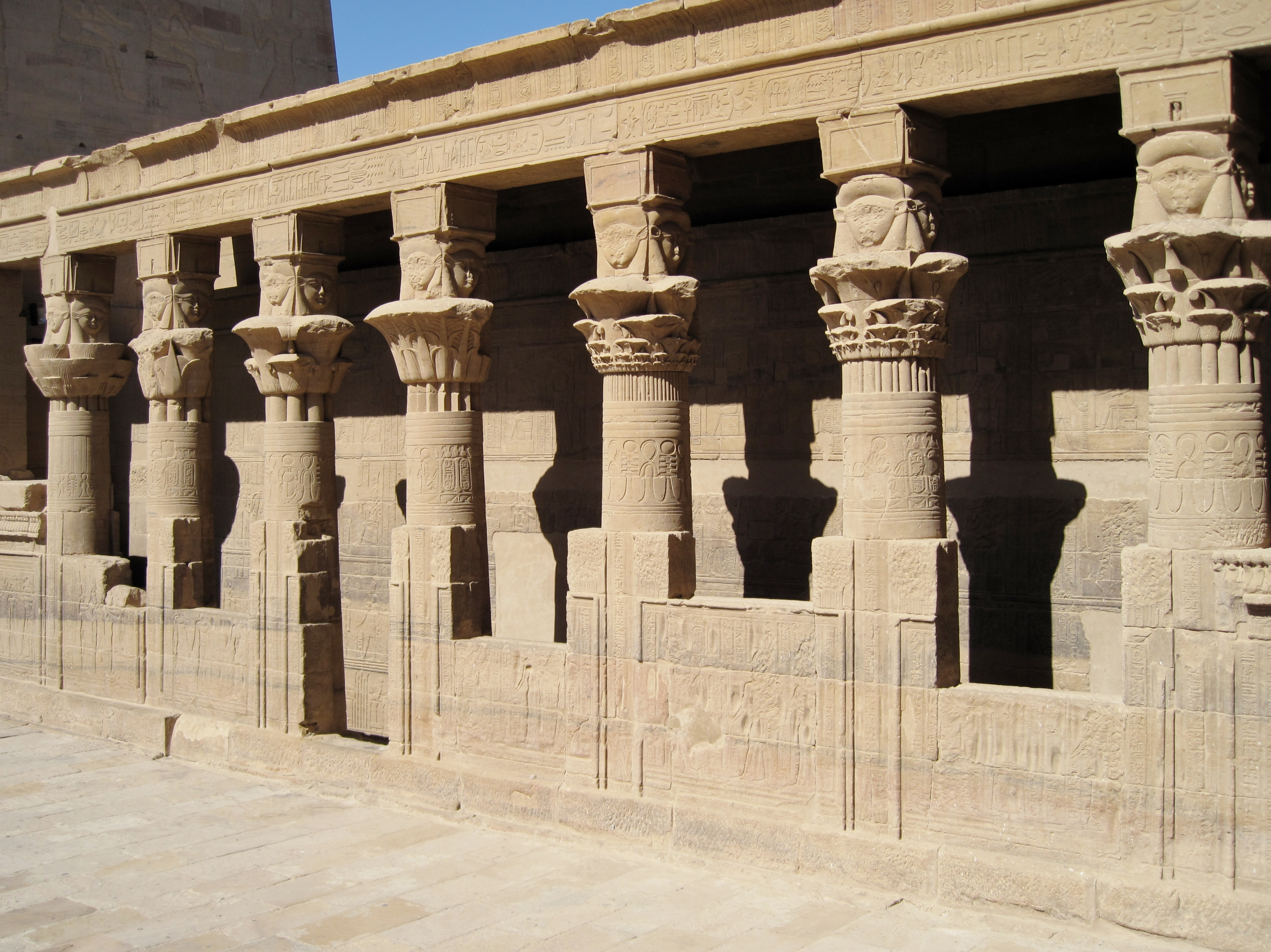
Mammisi des Isis-Tempels

Auf den Wändern der Kammer II ist die Geburtslegende abgebildet. Die zugehörigen Szenen haben ihre mythologischen Wurzeln im Neuen Reich, als die göttliche Geburt des Königs fester Bestandteil der Bildprogramme in den Tempeln des Neuen Reiches war. Die ptolemäischen Könige veränderten den Geburtsmythos. In allen Mammisis der griechisch-römischen Zeit ersetzte die jeweilige neue lokale Form eines Kindgottes das vorher bestehende zentrale Königsmotiv des Neuen Reiches. Der Name der beteiligten Gottheiten basierte in den lokalen Mammisis auf dem dort bestehenden Pantheon.
Im Mammisi von Philae wird die zugehörige lokale Form des Kindgottes nur einmal namentlich als Hor-pa-chered erwähnt. In den sonstigen Darstellungen wird dagegen der Name des Götterkindes nicht genannt, jedoch wird immer wieder auf die Funktion des Chnum verwiesen, der auf einer Töpferscheibe das Götterkind Hor-pa-chered formt. Als Göttermutter wird dagegen einheitlich das Isis-Motiv verwendet.
Die ikonografischen Motive zeigen in den Opferhandlungen den Kult des Hor-pa-chered. Ähnliche Darstellungen finden sich auch auf oder in anderen Gebäuden auf Philae. Zudem weisen die Abbildungen auf Philae zahlreiche Parallelen zu anderen Mammisis auf. Dort wird ebenfalls auf die Benennung des Götterkindes als Hor-pa-chered verzichtet, was auf die besondere Bedeutung des zentralen Isis-Motivs schließen lässt. Eine namentliche Erwähnung des Götterkindes ist auf dieser Grundlage nicht notwendig. In den aus Philae selten belegten privaten Personennamen ist die Verehrung des Hor-pa-chered erhalten geblieben; so war der Sohn eines Pa-di-Hor-pa-chered erster Gottesdiener der Isis und der Sohn eines Hor-pa-chered ebenfalls Gottesdiener der Isis. Daneben wird der Philae-Kult des Hor-pa-chered in griechischen Weihe-Inschriften dreier Altäre bezeugt.

### Kleiner Hathor-Tempel

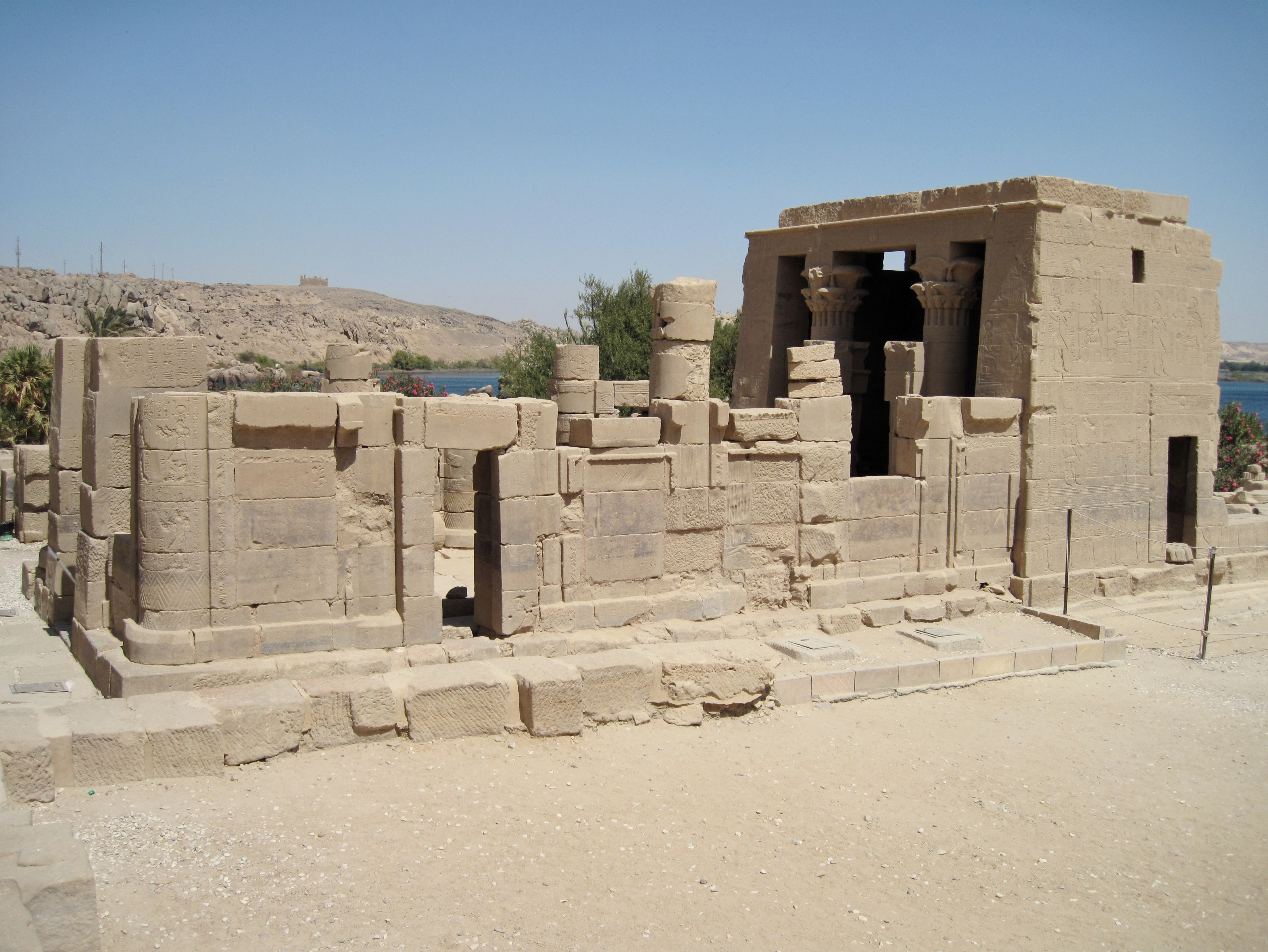
Hathor-Tempel

Östlich des zweiten Pylonen des Tempels der Isis erheben sich die Reste des kleinen Hathor-Tempels, der in der Zeit des Pharao Ptolemaios VI. fertiggestellt, durch Ptolemaios VIII. erweitert und später durch die Kaiser Augustus und Tiberius ausgeschmückt wurde. Sein Eingang befindet sich auf einer Kult-Terrasse an der Ostseite oberhalb des Ostufers der Insel. Hinter dem Eingang schließt sich der Pronaos mit 10 Säulen an, dahinter liegen die kleinen Räume des Naos.
Die Reliefs des Tempels erinnern an den Göttermythos von der „Heimkehr der Göttin“, in dem Hathor als Tochter des Re bei der Rückkehr aus Nubien auf der Insel Philae rastete. Sie ist dort als „Herrin der Freude“ dargestellt, die zur Musik tanzt, die ihr zu Ehren und zur Beschwichtigung ihres Zorns, der sie zum Weggang aus Ägypten veranlasst hatte, von Musikanten intoniert wird. Darunter sind ein Doppelflöte spielender Priester, ein Laute spielender Affe, weitere tanzende Affen sowie der zwergenhafte Gott Bes, der trommelt oder Harfe spielt.

### Kiosk des Trajan

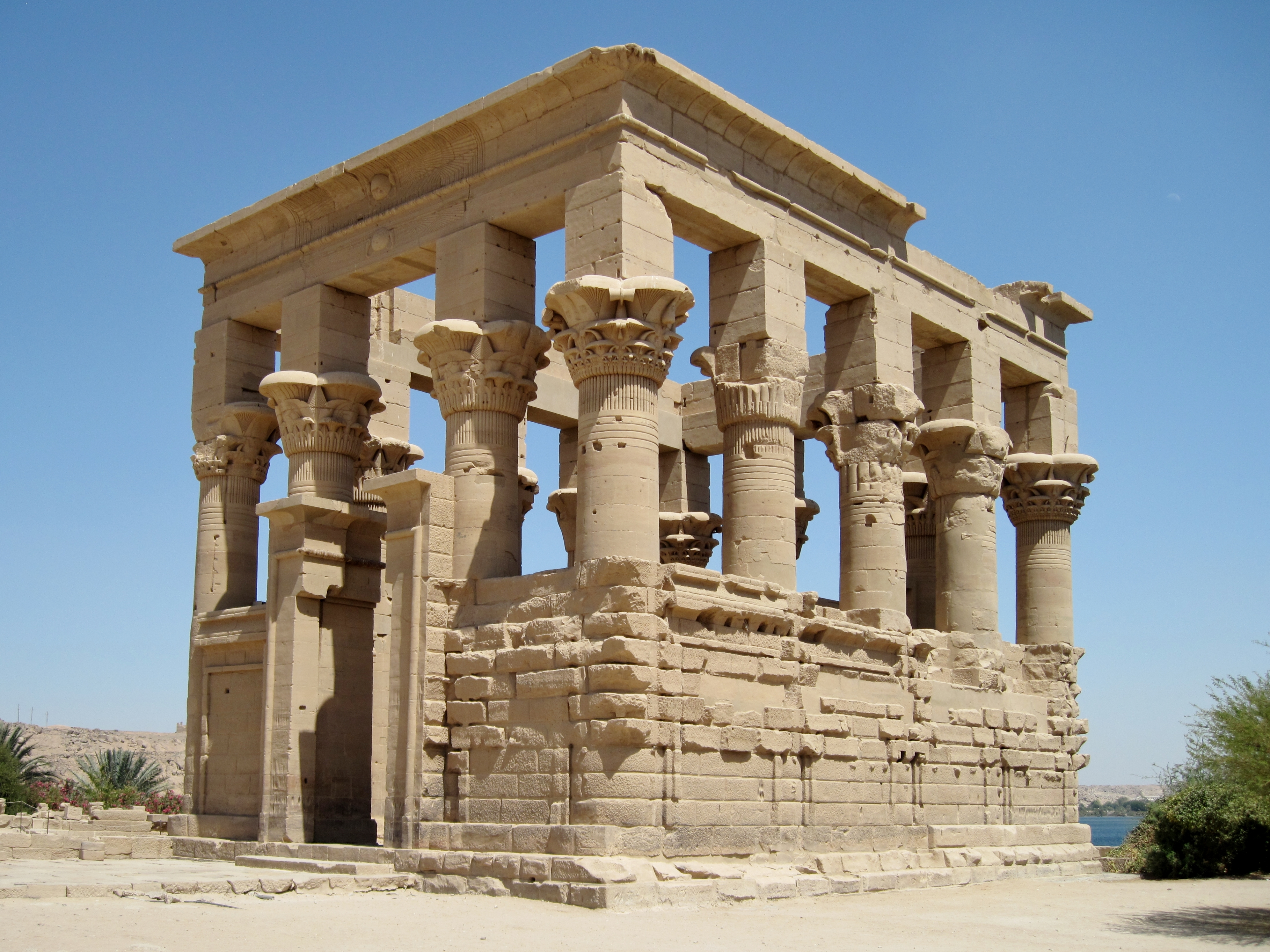
Trajan-Kiosk des Augustus

Südlich des kleinen Hathor-Tempels und wie dieser am Ostufer der Insel gelegen steht der Trajan-Kiosk. Mit ihm wurde eine Ost-West-Prozessionsachse vom Inselufer zum Haupttempel geschaffen. Er besteht aus 14 mittels Zwischenmauern verbundenen Säulen mit glockenförmigen Papyruskapitellen unter einem umlaufenden Epistyl, das einst eine Holzkonstruktion zur Stützung eines Zeltdaches trug. An der östlichen Terrasse legte bei Flussprozessionen die heilige Barke mit der Statue der Göttin Isis an.
Der Trajan-Kiosk ist mit 15,4 × 20,7 Meter bei einer Höhe von 15,45 Meter der größte erhaltene freistehende Kiosk Ägyptens. Auf Grund zweier Reliefs, die Kaiser Trajan als opfernden Pharao vor den Göttern Isis, Osiris und Horus als Kind zeigen, wurde das Bauwerk meist diesem Kaiser zugeschrieben. Der Trajan-Kiosk wurde jedoch schon unter Kaiser Augustus erbaut und später durch Trajan wiedererrichtet. Nach Dietrich Wildung blieb der Bau jedoch unvollendet, da Reliefs und Inschriften fehlen.

## Medien
Im Film Die Mumie kehrt zurück reisen die Protagonisten im Laufe einer Verfolgungsjagd auch zu einem digitalen Nachbau der Insel.